# Campeonato de Tercera División 1907 (Argentina)
El Campeonato de Tercera División 1907 fue el octavo campeonato de la tercera categoría del fútbol argentino. Fue organizado por la Argentine Association Football League, y disputado en su mayoría por juveniles de equipos que competían en divisiones superiores, por lo que no había un sistema de ascensos y descensos, y los clubes elegían en qué división competir.
Se consagró campeón Atlanta, tras vencer en la final a Gimnasia y Esgrima, y en la siguiente temporada se inscribió en la Segunda división.

## Incorporaciones
| Incorporados a la Segunda División 1907 |
| --------------------------------------- |
|                                         |

| Incorporados de la Segunda División 1906 |
| ---------------------------------------- |
|                                          |

| Incorporados |
| ------------ |
|              |

| Desafiliados |
| ------------ |

El número de participantes se mantuvo.

## Equipos
De los 29 clubes, solo 5 inscribieron los primeros equipos, el resto lo hicieron con sus segundas, terceras y cuartas (en su mayoría juveniles).
| Equipo           | Ciudad       |
| ---------------- | ------------ |
| Adrogué          | Adrogué      |
| Atlanta          | Villa Crespo |
| Royal            | Quilmes      |
| Southern Rangers | Temperley    |
| San Fernando     | San Fernando |

Resto: Racing Club II y III, San Isidro III, Porteño IV y V, Nacional III, Independiente II, General Urquiza II, Alumni III, Lanús United II, Gimnasia y Esgrima II, Banfield II, Estudiantes III, Estudiantil Porteño II, River Plate II y III, Comercio II y III, La Plata Joc. II, Victoria III, Atlanta II, San Martin Ath. III, Adrogué II; Argentino de Quilmes III.

## Fase de zonas

### Zona A
| Pos | Equipo             | Pts | PJ | G  | E | P  | GF | GC | DG |
| --- | ------------------ | --- | -- | -- | - | -- | -- | -- | -- |
| 1º  | Atlanta            | ?   | 18 | 10 | - | 1  | -  | -  | -  |
| 2º  | Racing Club II     | ?   | 18 | 9  | - | 1  | -  | -  | -  |
| 3º  | San Isidro III     | ?   | 18 | 9  | - | 5  | -  | -  | -  |
| 4º  | Porteño V          | ?   | 18 | 6  | 1 | 5  | -  | -  | -  |
| 5º  | Nacional III       | ?   | 18 | 4  |   | 7  | -  | -  | -  |
| 6º  | Porteño IV         | ?   | 18 | 3  | 1 | 3  | -  | -  | -  |
| 7º  | Independiente II   | ?   | 18 | 2  | 3 | 4  | -  | -  | -  |
| 8º  | General Urquiza II | ?   | 18 | 2  | 2 | 7  | -  | -  | -  |
| 9º  | Alumni III         | ?   | 18 | 2  | 1 | 10 | -  | -  | -  |
| 10º | Lanús United II    | ?   | 18 | 2  | - | 6  | -  | -  | -  |

|  | Clasificado a la fase final. |

### Zona B
| Pos | Equipo                 | Pts | PJ | G  | E | P  | GF | GC | DG |
| --- | ---------------------- | --- | -- | -- | - | -- | -- | -- | -- |
| 1º  | Gimnasia y Esgrima II  | 31  | 18 | 15 | 1 | 2  | -  | -  | -  |
| 2º  | Banfield II            | 29  | 18 | 13 | 3 | 2  | -  | -  | -  |
| 5º  | Royal                  | 28  | 18 | 13 | 2 | 3  | -  | -  | -  |
| 3º  | Estudiantes III        | 26  | 18 | 12 | 2 | 4  | -  | -  | -  |
| 4º  | Estudiantil Porteño II | 17  | 18 | 8  | 1 | 7  | -  | -  | -  |
| 8º  | Comercio III           | 16  | 18 | 7  | 2 | 9  | -  | -  | -  |
| 7º  | Southern Rangers       | 15  | 18 | 7  | 1 | 10 | -  | -  | -  |
| 6º  | River Plate III        | 14  | 18 | 5  | 4 | 9  | -  | -  | -  |
| 9º  | La Plata Joc. II       | 0   | 18 | 0  | 0 | 18 | -  | -  | -  |
| 10º | Victoria III           | 0   | 16 | 0  | 0 | 18 | -  | -  | -  |

|  | Clasificado a la fase final. |

### Zona C
| Pos | Equipo                   | Pts | PJ | G  | E | P  | GF | GC | DG |
| --- | ------------------------ | --- | -- | -- | - | -- | -- | -- | -- |
| 1º  | San Fernando             | 27  | 16 | 12 | 3 | 1  | -  | -  | -  |
| 5º  | Racing Club III          | 23  | 16 | 11 | 1 | 4  | -  | -  | -  |
| 3º  | Atlanta II               | 23  | 16 | 11 | 1 | 4  | -  | -  | -  |
| 2º  | River Plate II           | 22  | 16 | 11 | 0 | 5  | -  | -  | -  |
| 4º  | Adrogué                  | 19  | 16 | 9  | 1 | 6  | -  | -  | -  |
| 7º  | Adrogué II               | 10  | 16 | 4  | 2 | 10 | -  | -  | -  |
| 8º  | Comercio II              | 7   | 16 | 2  | 3 | 11 | -  | -  | -  |
| 6º  | San Martin Ath. III      | 6   | 16 | 2  | 2 | 11 | -  | -  | -  |
| 9º  | Argentino de Quilmes III | 5   | 16 | 2  | 1 | 13 | -  | -  | -  |

|  | Clasificado a la fase final. |

## Fase final

### Semifinal
| 3 de noviembre de 1907 | Atlanta | 4:1 | San Fernando | Estadio de Ferro Carril Oeste, Buenos Aires |  |

### Final
|  | Atlanta | 4:1 | Gimnasia y Esgrima II | Estadio de Ferro Carril Oeste, Buenos Aires |  |